# Solanum opacum
Solanum opacum är en potatisväxtart som beskrevs av Alexander Karl Heinrich Braun och Peter Carl Bouché. Solanum opacum ingår i släktet skattor som ingår i familjen potatisväxter. Inga underarter finns listade i Catalogue of Life.